# Kamionka (dopływ Muchawca)
Kamionka (biał. Каменка) – rzeka na Białorusi, lewostronny dopływ Muchawca.
Długość rzeki wynosi 17 km, powierzchnia dorzecza – 194 km². Źródło przy południowym skraju wsi Podlesie Kamienieckie, ujście kilometr na południe od wsi Jamno.